# Maria Luisa di Borbone-Spagna (imperatrice)
Maria Luisa di Borbone, detta anche Maria Ludovica (Portici, 24 novembre 1745 – Vienna, 15 maggio 1792), infanta di Spagna, figlia di Carlo III di Spagna e di Maria Amalia di Sassonia, fu granduchessa di Toscana dal 1765 al 1790 come consorte di Pietro Leopoldo d'Asburgo-Lorena.
Quando il marito fu eletto Imperatore del Sacro Romano Impero come Leopoldo II, Maria Luisa divenne imperatrice del Sacro Romano Impero, regina di Germania, Boemia e Ungheria dal 1790 al 1792. Ebbe ben sedici figli, tra i quali Francesco II, imperatore del Sacro Romano Impero e Ferdinando III, granduca di Toscana.

## Biografia

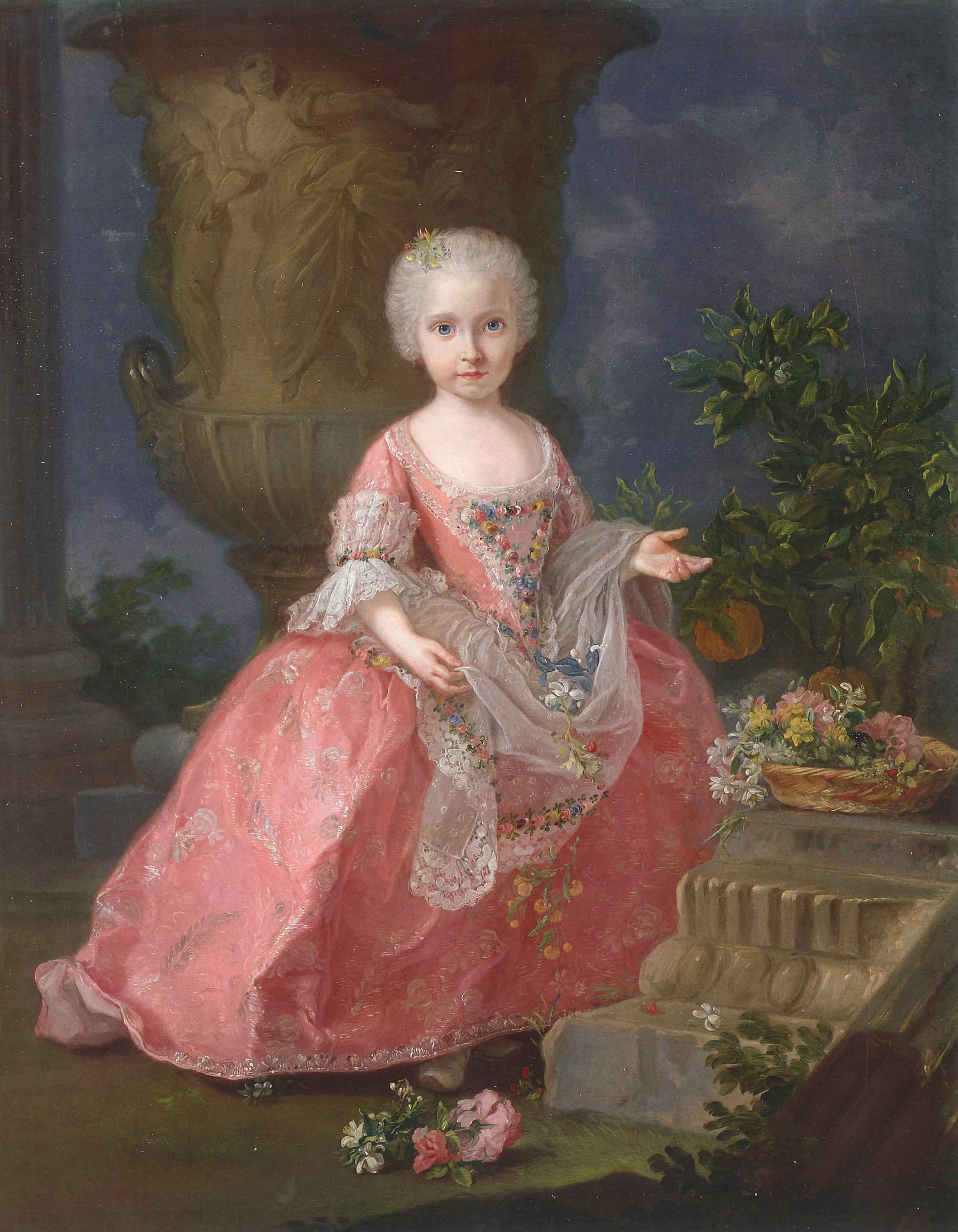
Maria Luisa ritratta a 3 anni da Giuseppe Bonito

### Infanzia
Maria Luisa nacque nel 1745 vicino a Napoli, nella reggia di Portici, residenza favorita del padre Carlo di Borbone, già infante di Spagna e re di Napoli e Sicilia dal 1735. Pertanto ebbe il titolo di principessa di Napoli e Sicilia e il trattamento di Altezza reale. Nel 1759, alla morte del fratellastro Ferdinando VI, Carlo divenne re di Spagna e si trasferì con la famiglia a Madrid. Da quel momento i suoi figli e le sue figlie poterono fregiarsi del titolo di infanti di Spagna.
Maria Luisa era la quinta figlia femmina e la seconda tra i figli sopravvissuti dei suoi genitori. Fra i suoi fratelli vi furono: l'infante Filippo, duca di Calabria, il futuro Carlo IV di Spagna, Ferdinando IV di Napoli e l'infante Gabriele di Spagna. Maria Luisa e i suoi fratelli ricevettero un'educazione poco accurata, se non nelle buone maniere, equitazione, musica, canto e ballo, cioè tutto ciò che una principessa del XVIII secolo avrebbe dovuto imparare per stare a corte.

### Matrimonio

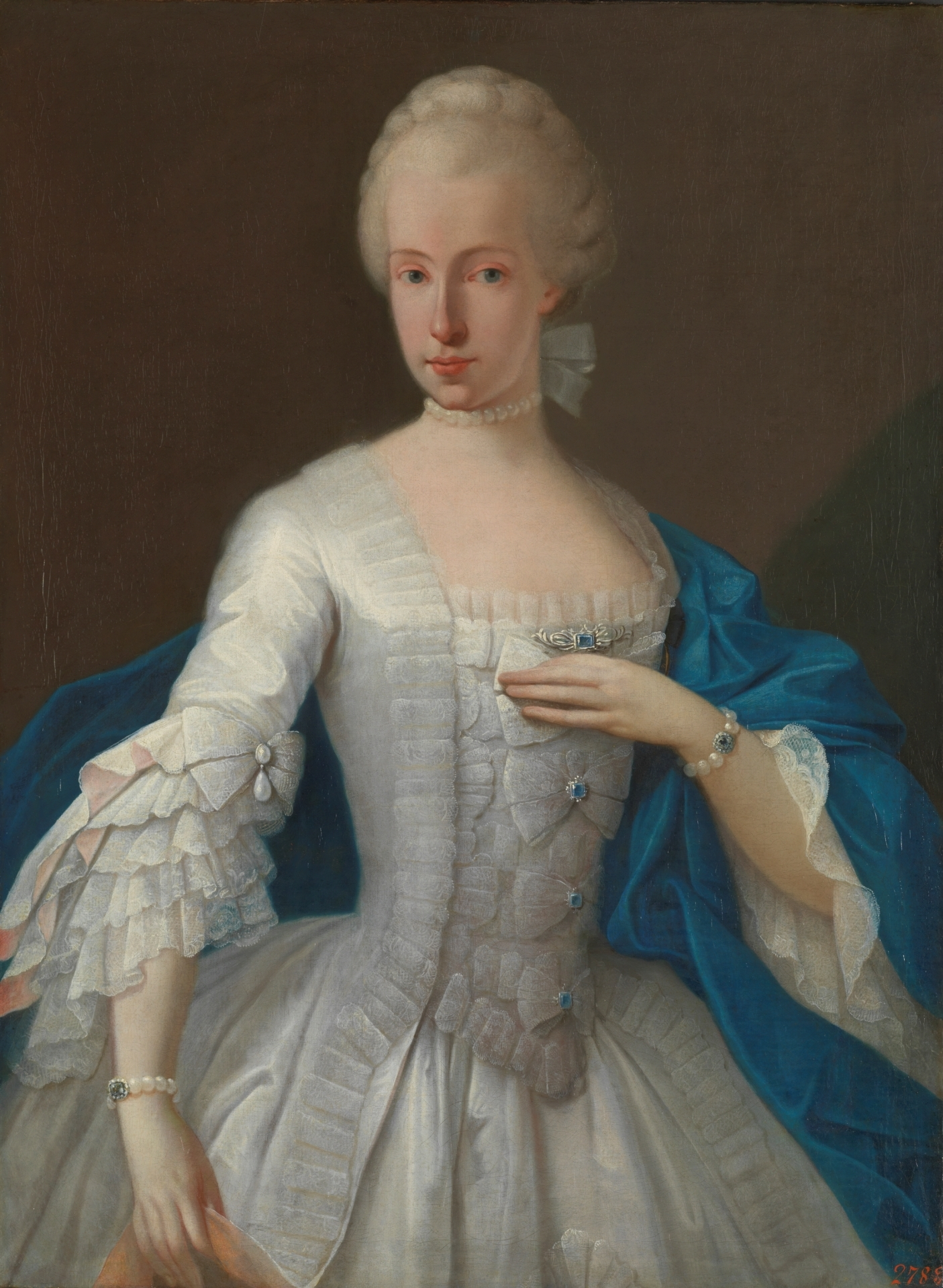
Ritratto di Maria Luisa di Spagna,all età di 20 anni (1765)

Nel 1760 intercorsero delle trattative matrimoniali tra Carlo III di Spagna e Maria Teresa d'Austria per far sposare Maria Luisa al primogenito ed erede della sovrana austriaca, l'arciduca Giuseppe. Tuttavia, l'intervento di Luigi XV fece sfumare questa possibilità, dal momento che il re di Francia chiese ed ottenne le nozze di Giuseppe con sua nipote, Maria Isabella di Borbone-Parma. L'Infanta di Spagna venne quindi fidanzata nel 1762 con l'arciduca Pietro Leopoldo, figlio cadetto di Maria Teresa e di Francesco I, Imperatore del Sacro Romano Impero.
Il 16 febbraio 1765 avvennero le nozze per procura. Maria Luisa venne descritta alla famiglia imperiale come una giovane poco avvenente, ma diversa fu l'opinione dei suoi nuovi parenti quando la videro di persona: bionda e candida di carnagione, pur non essendo una bellezza, piacque a Pietro Leopoldo. Le nozze ufficiali furono celebrate a Innsbruck il 5 agosto del 1765 e per l'occasione fu innalzato un arco di trionfo, prendendo a modello quello di Firenze, dal momento che la coppia era già stata destinata a regnare un giorno sul Granducato di Toscana. Pietro Leopoldo si sentì male proprio nei giorni precedenti al matrimonio e riuscì a stento a reggersi in piedi durante la funzione, dovendo anche far rimandare di diversi giorni la consumazione delle nozze. Durante i festeggiamenti l'imperatore Francesco I morì improvvisamente, a causa di un infarto, il 18 agosto. La morte del padre rese Pietro Leopoldo il nuovo Granduca di Toscana prima del previsto.

### Granduchessa di Toscana

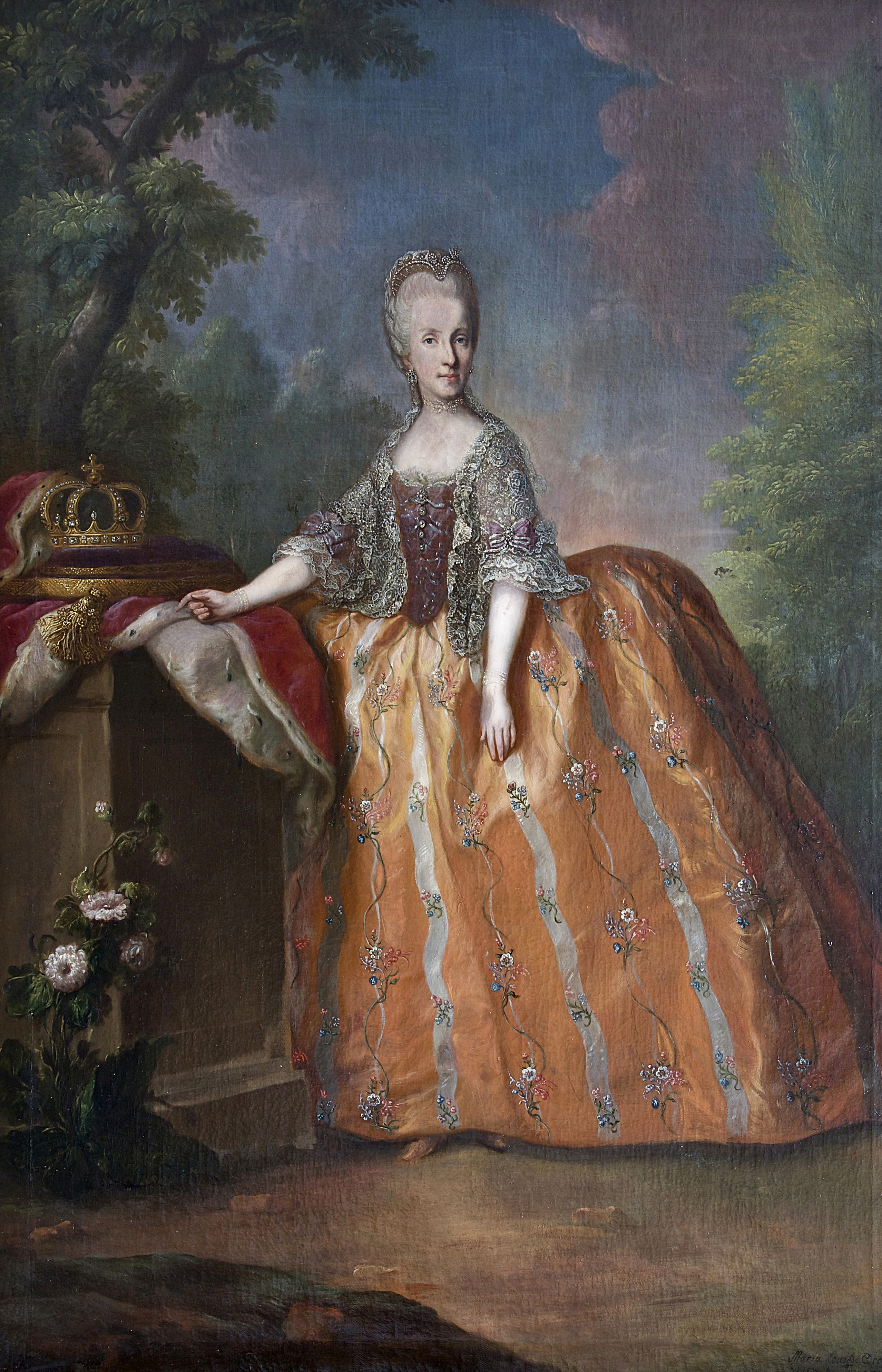
Anton van Maron, Ritratto di Maria Luisa di Spagna, granduchessa di Toscana, Reggia di Versailles (1772)

I genitori di Pietro Leopoldo, granduchi di Toscana dal 1737, erano stati nel loro regno soltanto tre mesi, lasciando le redini del governo a un consiglio di reggenza. Pietro Leopoldo, invece, fu sovrano di nome e di fatto e impegnò gli anni a venire a trasformare il granducato in uno Stato moderno e all'avanguardia. Come Granduchessa di Toscana, Maria Luisa visse gran parte della sua vita a Firenze, a Palazzo Pitti, dove risiedette dal 1765 al 1790. Ancora oggi negli appartamenti monumentali della residenza fiorentina si può ammirare il “gabinetto ovale”, una sala da toilette in stile rococò, decorata appositamente per la granduchessa Maria Luisa.
Pietro Leopoldo e Maria Luisa furono una coppia molto affezionata ed ebbero sedici figli. Nonostante l'affetto per la moglie, il granduca ebbe alcune amanti. La granduchessa, conscia che la sua era stata un'unione matrimoniale dettata dalla ragion di Stato, era preparata e rassegnata a sopportare i tradimenti del marito. Ci furono almeno due donne con cui Pietro Leopoldo ebbe delle relazioni durevoli: la prima era Lady Anna Gore Cowper, una nobildonna inglese, la seconda e più importante era la ballerina Livia Raimondi, conosciuta nel 1786, per la quale fece allestire un'ala nella Palazzina della Livia in Piazza San Marco. Da Livia Raimondi il granduca ebbe un figlio illegittimo, poi noto come Luigi von Grün, nato nel 1788 e morto nel 1814. Prima di morire, Pietro Leopoldo assicurò all'amante e al figlio delle pensioni. Maria Carolina, regina di Napoli e sorella del granduca, scrisse del fratello dopo la sua morte: «Aveva delle debolezze, ma era un buon padre di famiglia!».

### Imperatrice del Sacro Romano Impero
Nel 1790, alla morte del cognato Giuseppe II, che non aveva avuto eredi, Maria Luisa si trasferì a Vienna, dal momento che Pietro Leopoldo aveva ereditato il trono degli Stati ereditari asburgici (Austria, Boemia e Ungheria ecc.). Il 9 ottobre 1790 il marito fu incoronato Imperatore del Sacro Romano Impero e Maria Luisa divenne imperatrice consorte. Il 6 settembre 1791, a Praga, Leopoldo e Maria Luisa vennero incoronati Re e Regina di Boemia.

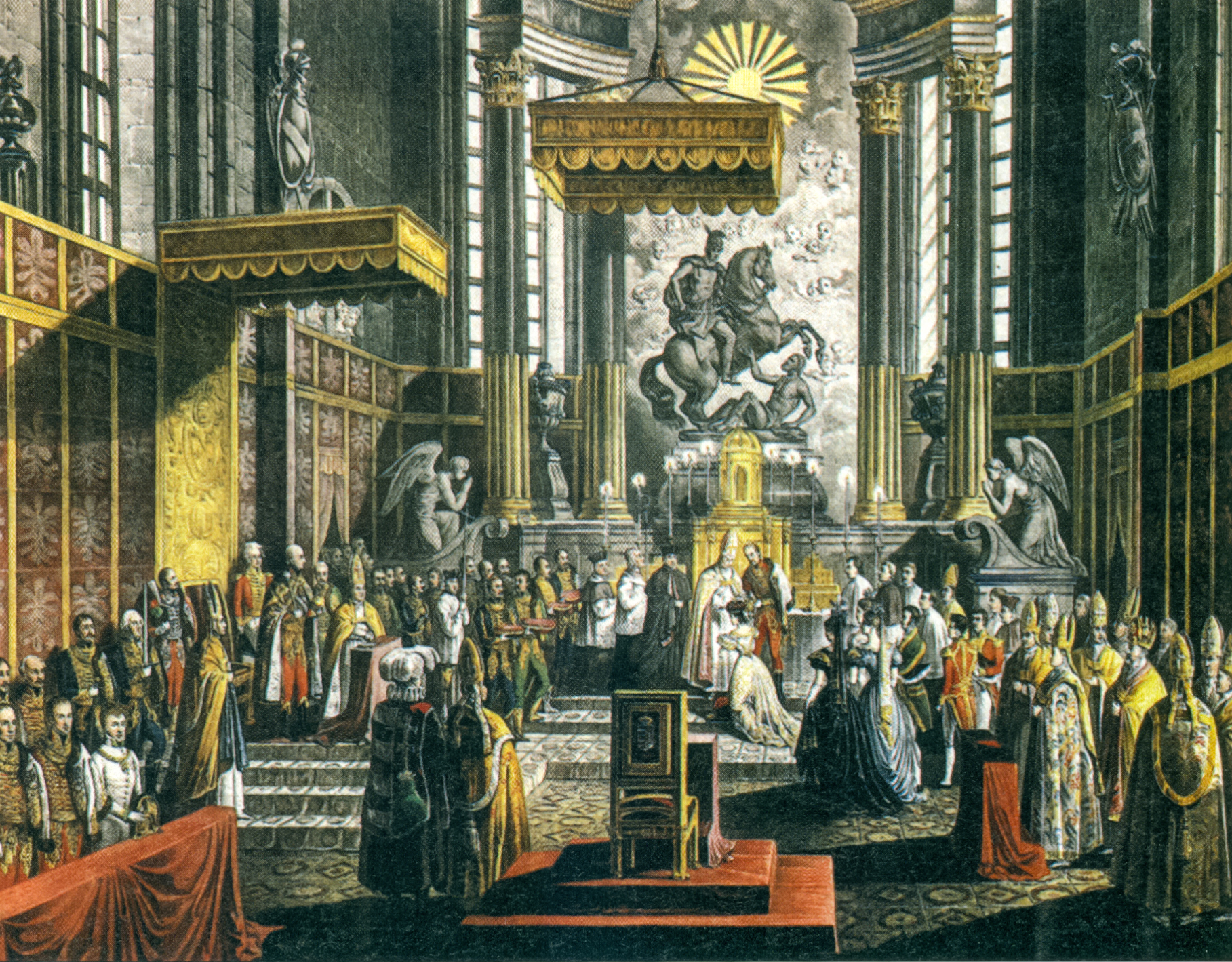
Incoronazione di Maria Luisa di Spagna come regina d'Ungheria, 1790

### Morte
L'Imperatore regnò per breve tempo e morì il 1º marzo del 1792. Maria Luisa seguì il marito nella tomba dopo meno di tre mesi, il 15 maggio dello stesso anno. Fu sepolta nella Cripta Imperiale di Vienna, accanto a Leopoldo II d'Asburgo-Lorena.

## Discendenza

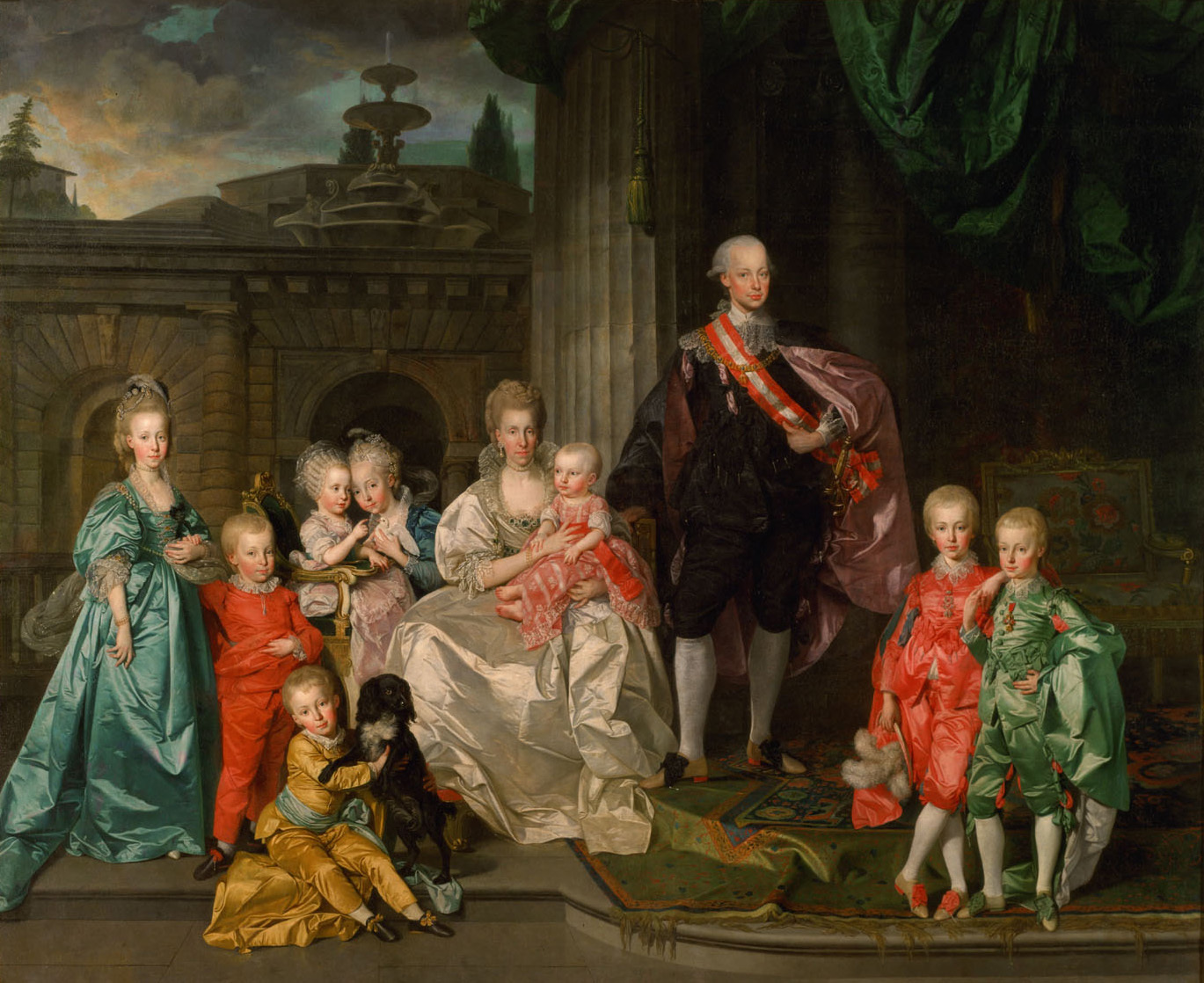
La famiglia del granduca Pietro Leopoldo. Dipinto di Johan Joseph Zoffany, 1776.

Maria Luisa e Leopoldo ebbero sedici figli:
- Maria Teresa Giuseppa (1767–1827), sposata nel 1787 al re Antonio Clemente di Sassonia;
- Francesco II (1768–1835), imperatore del Sacro Romano Impero dal 1792 al 1806, quindi imperatore d'Austria con il nome di Francesco I.
- Ferdinando III (1769–1824), granduca di Toscana;
- Maria Anna (1770–1809), arciduchessa;
- Carlo, duca di Teschen (1771–1847), sposato nel 1815 con la principessa Enrichetta di Nassau-Weilburg;
- Alessandro Leopoldo (1772–1795), arciduca d'Austria, conte palatino di Ungheria;
- Alberto Giovanni Giuseppe (1773–1774), arciduca;
- Massimiliano Giovanni Giuseppe (1774–1778), arciduca;
- Giuseppe (1776–1847), palatino d'Ungheria;
- Maria Clementina (1777–1801), andata sposa nel 1797 al duca di Calabria, futuro re Francesco I delle Due Sicilie;
- Antonio Vittorio (1779–1835), arcivescovo eletto di Colonia (quindi anche ultimo sovrano dell'Elettorato di Colonia e del Ducato di Vestfalia), principe vescovo di Münster (1801-1803),  Gran Maestro dell'Ordine Teutonico, viceré dal 1816 al 1828 del Lombardo-Veneto;
- Maria Amalia (1780–1798), arciduchessa;
- Giovanni (1782–1859), sposato nel 1829 con una borghese, Anna Plochl, divenuta poi baronessa di Brandhofen (dal 1834) e contessa di Merano (dal 1844);
- Ranieri (1783–1853), arciduca, sposato nel 1820 alla principessa Maria Elisabetta, figlia del principe Carlo Emanuele di Savoia-Carignano;
- Luigi (1784–1864);
- Rodolfo Giovanni (1788–1831), cardinale arcivescovo di Olmütz, allievo e sostenitore di Beethoven.

## Ascendenza
|                               |                       |                                              | Genitori                                  |  |  | Nonni |  |  | Bisnonni               |  |  | Trisnonni            |  |
|                               |                       |                                              |                                           |  |  |       |  |  | Luigi, il Gran Delfino |  |  | Luigi XIV di Francia |  |
|                               |                       |                                              |                                           |  |  |       |  |  | Luigi, il Gran Delfino |  |  | Luigi XIV di Francia |  |
|                               |                       | Maria Teresa di Spagna                       |                                           |  |  |       |  |  | Luigi, il Gran Delfino |  |  |                      |  |
| Filippo V di Spagna           |                       |                                              |                                           |  |  |       |  |  | Luigi, il Gran Delfino |  |  |                      |  |
|                               |                       | Maria Anna Vittoria di Baviera               | Ferdinando Maria di Baviera               |  |  |       |  |  |                        |  |  |                      |  |
|                               |                       | Maria Anna Vittoria di Baviera               | Ferdinando Maria di Baviera               |  |  |       |  |  |                        |  |  |                      |  |
|                               |                       | Maria Anna Vittoria di Baviera               | Enrichetta Adelaide di Savoia             |  |  |       |  |  |                        |  |  |                      |  |
| Carlo III di Spagna           |                       | Maria Anna Vittoria di Baviera               |                                           |  |  |       |  |  |                        |  |  |                      |  |
|                               |                       | Odoardo II Farnese                           | Ranuccio II Farnese                       |  |  |       |  |  |                        |  |  |                      |  |
|                               |                       | Odoardo II Farnese                           | Ranuccio II Farnese                       |  |  |       |  |  |                        |  |  |                      |  |
|                               |                       | Odoardo II Farnese                           | Isabella d'Este                           |  |  |       |  |  |                        |  |  |                      |  |
| Elisabetta Farnese            |                       | Odoardo II Farnese                           |                                           |  |  |       |  |  |                        |  |  |                      |  |
|                               |                       | Dorotea Sofia di Neuburg                     | Filippo Guglielmo del Palatinato          |  |  |       |  |  |                        |  |  |                      |  |
|                               |                       | Dorotea Sofia di Neuburg                     | Filippo Guglielmo del Palatinato          |  |  |       |  |  |                        |  |  |                      |  |
|                               |                       | Dorotea Sofia di Neuburg                     | Elisabetta Amalia d'Assia-Darmstadt       |  |  |       |  |  |                        |  |  |                      |  |
| Maria Luisa di Borbone-Spagna |                       | Dorotea Sofia di Neuburg                     |                                           |  |  |       |  |  |                        |  |  |                      |  |
|                               | Augusto II di Polonia | Giovanni Giorgio III di Sassonia             |                                           |  |  |       |  |  |                        |  |  |                      |  |
|                               | Augusto II di Polonia | Giovanni Giorgio III di Sassonia             |                                           |  |  |       |  |  |                        |  |  |                      |  |
|                               | Augusto II di Polonia | Anna Sofia di Danimarca                      |                                           |  |  |       |  |  |                        |  |  |                      |  |
| Augusto III di Polonia        | Augusto II di Polonia |                                              |                                           |  |  |       |  |  |                        |  |  |                      |  |
|                               |                       | Cristiana Eberardina di Brandeburgo-Bayreuth | Cristiano Ernesto di Brandeburgo-Bayreuth |  |  |       |  |  |                        |  |  |                      |  |
|                               |                       | Cristiana Eberardina di Brandeburgo-Bayreuth | Cristiano Ernesto di Brandeburgo-Bayreuth |  |  |       |  |  |                        |  |  |                      |  |
|                               |                       | Cristiana Eberardina di Brandeburgo-Bayreuth | Sofia Luisa di Württemberg                |  |  |       |  |  |                        |  |  |                      |  |
| Maria Amalia di Sassonia      |                       | Cristiana Eberardina di Brandeburgo-Bayreuth |                                           |  |  |       |  |  |                        |  |  |                      |  |
|                               |                       | Giuseppe I d'Asburgo                         | Leopoldo I d'Asburgo                      |  |  |       |  |  |                        |  |  |                      |  |
|                               |                       | Giuseppe I d'Asburgo                         | Leopoldo I d'Asburgo                      |  |  |       |  |  |                        |  |  |                      |  |
|                               |                       | Giuseppe I d'Asburgo                         | Eleonora del Palatinato-Neuburg           |  |  |       |  |  |                        |  |  |                      |  |
| Maria Giuseppa d'Austria      |                       | Giuseppe I d'Asburgo                         |                                           |  |  |       |  |  |                        |  |  |                      |  |
|                               |                       | Guglielmina Amalia di Brunswick-Lüneburg     | Giovanni Federico di Brunswick-Lüneburg   |  |  |       |  |  |                        |  |  |                      |  |
|                               |                       | Guglielmina Amalia di Brunswick-Lüneburg     | Giovanni Federico di Brunswick-Lüneburg   |  |  |       |  |  |                        |  |  |                      |  |
|                               |                       | Guglielmina Amalia di Brunswick-Lüneburg     | Benedetta Enrichetta del Palatinato       |  |  |       |  |  |                        |  |  |                      |  |
|                               |                       | Guglielmina Amalia di Brunswick-Lüneburg     |                                           |  |  |       |  |  |                        |  |  |                      |  |